# Hans Joachim Moser
Hans Joachim Moser (Berlín, 25 de mayo de 1889 -14 de agosto de 1967) fue un musicólogo, compositor, novelista y cantante alemán.

## Carrera
Moser fue el hijo del profesor de música Andreas Moser (1859-1925), discípulo y biógrafo de Joseph Joachim. Estudió Historia de la Música (principalmente con Gustav Jenner y Robert Kahn), filología alemana y la filosofía en las ciudades de Marburgo, Berlín y Leipzig, además de practicar el violín con su padre. Obtuvo su doctorado en 1910 en Rostock.
Tomó parte como teniente durante la Primera Guerra Mundial, fue oficialmente aceptado como parte de la Universidad de Halle en 1919, y en 1922 se convirtió en profesor extraordinario. De 1927 a 1933 fue director de la Academia Estatal para la Iglesia y Escuela de Música de Berlín. En 1933, Moser le fue retirada la pensión estatal por motivos políticos. En 1938 se convirtió en el principal representante de la autoridad del Reich para las actividades musicales del Ministerio de Ilustración Pública y Propaganda; desde 1940 hasta 1945 fue su Secretario General. Recibió en 1947 un puesto en la Universidad de Jena, pero después de dos meses fue retirado a la luz de sus actividades en el Ministerio de Propaganda durante los años del Nacional Socialismo. De 1950 a 1960 trabajó como director del Conservatorio de Música del Estado de Berlín Occidental. En 1963, le fue otorgada la Medalla Mozart - Mozartinterpretationspreis- de la ciudad de Viena.
Moser escribió estudios de numerosos compositores, como Paul Hofhaimer, Heinrich Schütz y Johann Sebastian Bach, así como sus estudios en Das Lied Deutsche seit Mozart (canción alemana desde Mozart) en 1937. Durante la década de 1920 escribió una obra sobre la Historia de la música alemana en tres volúmenes, que se publicó en diversas formas. Después de la Segunda Guerra Mundial Moser escribió una Historia de la Iglesia Evangélica de Música en Alemania, un sinnúmero de ensayos biográficos, como (por ejemplo), Musical History in 100 Life Stories. Su Music-Lexikon tuvo cinco ediciones en 1955. Desarrolló más tarde en el libro Música en la Tradición Alemana(1957). Moser llevó a cabo la nueva edición de los Monumentos de la Composición de Alemania (Deutscher Denkmäler Tonkunst, o DDT).
Las obras de Moser como compositor incluyen piezas para piano, canciones, música de teatro y coral. Publicó un total de 863 trabajos en 1610 publicaciones en 14 lenguas diferentes.
Moser fue el padre de la cantante Edda Moser, del chelista Kai Moser y del folclorista y estudioso literario Dietz-Rüdiger Moser (1939), y de la cantante Hildebrand Wolf Moser (1943).

## Libros editados en español
- Teoría General de la Música, H. J. Moser. UTEHA, México. 1965. Trad. Carlos Gerhard